# Alois Blumauer

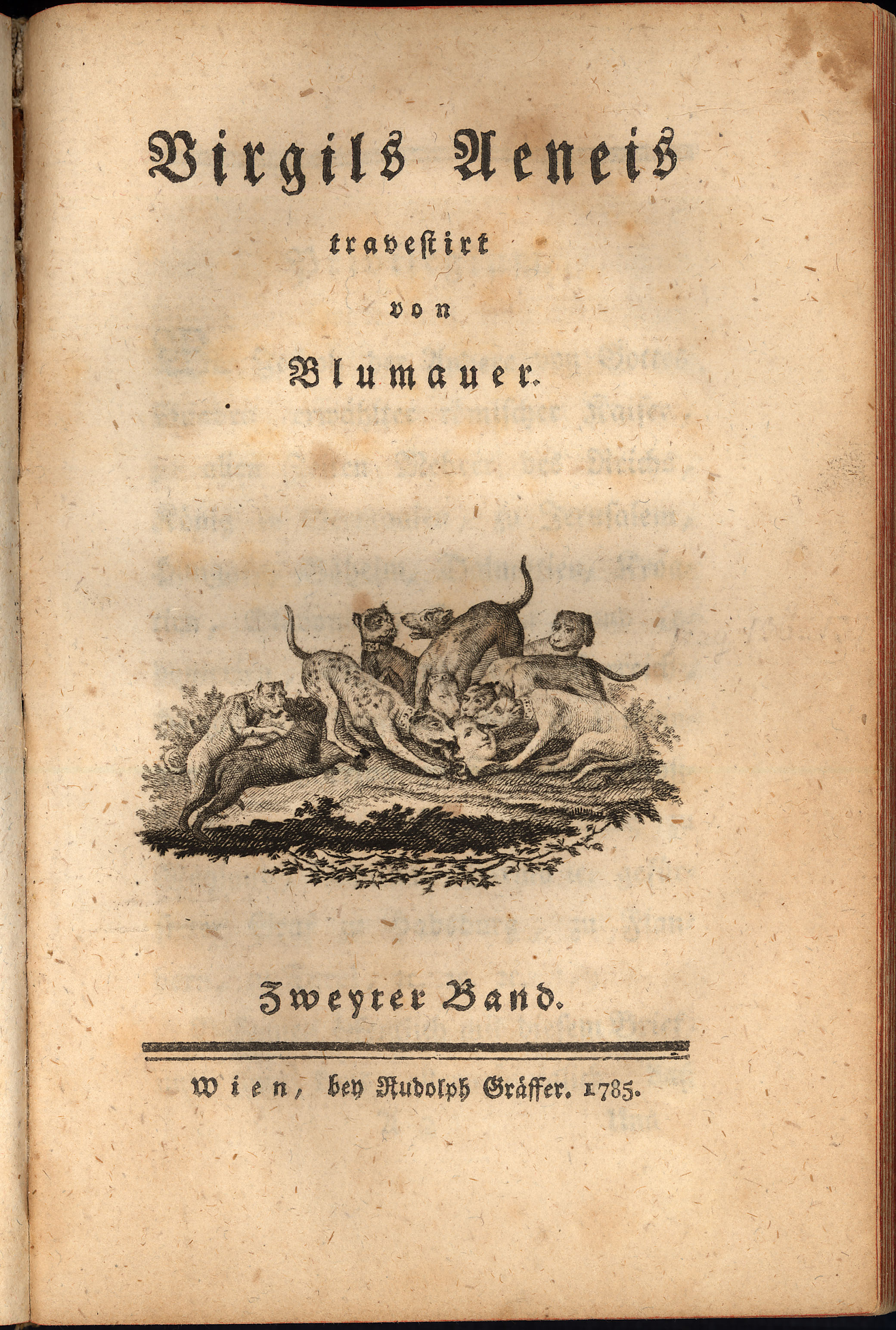
Travesztált Aeneis (II. kötet)

Alois Blumauer (Steyr, 1755. december 21. – Bécs, 1798. március 16.) osztrák író.

## Pályafutása
Az osztrák felvilágosodás és rokokó irodalmának jellegzetes alakja a jezsuita rend tagja volt, a rend feloszlatása után pedig tanár. 1781 és 1793 között udvari cenzorként élt, majd haláláig a bécsi Gräffer könyvkiadó és könyvkereskedés vezetőjeként. Az ő szerkesztésében jelent meg a Wiener Musenalmanach (Bécsi Múzsaalmanach).
Írói tevékenységével a jozefinizmus eszméit szolgálta. Írásai a német felvilágosodás, kivált Christoph Martin Wieland hatását tükrözik. Elsősorban mint lírikus és balladaköltő jelentős, de írt drámákat is, és kiváló mestere volt a travesztálásnak (szatirikus hatás kedvéért anakronisztikus módon átkölt). Cinizmusra hajló hangvételével és mindent népi gúnnyal bíráló írói attitűdjével népszerű írója volt a jozefinista Bécsnek. Népszerűségét Csokonai Vitéz Mihályra és más magyar kortárs költőkre gyakorolt hatása is bizonyítja. Arany János is példaképének tekintette. A nagyidai cigányok irodalmi előzményének nevezte Alois Blumauer: Travesztált Aeneis (1783–86) című művét. A kor jellegzetes Voltaire-iánus bécsi íróinak sorába tartozott, akik közül a leghíresebbek Eybel és Rautenstrauch voltak.

## Magyarul
- Virgilius Éneássa, kit Blumauer travestált; átdolg. Szalkay Antal; Alberti Ny., Bécs, 1792
- Blumauer áltöltöztetett Aeneise, 1-3. köt.; ford. s Virgil végső három könyvének áltöltöztetésével megtoldotta WXYZ; Aillaud, Párizs, 1833
- Békaegérharc; általöltöztette Blumauer módja szerént Csokonai Vitéz Mihály; Franklin, Bp., 1881 (Olcsó könyvtár)
- Virgilius Éneássa 2-3. r.; átdolg. Szalkay Antal, sajtó alá rend. közli Bánki-Horváth Sándorné Borbély Mária; Szegedi Ny., Szeged, 1967 (Acta Universitatis de Attila József nominatae. Acta antiqua et archaeologica. Kisebb dolgozatok a klasszika-filológia és a régészet köréből)